# ČSD 498.0 sorozat
A ČSD 498.0 sorozat egy csehszlovák gyorsvonati gőzmozdony sorozat volt. 1946 és 1947 között gyártotta a Škoda, Plzeň. Selejtezése 1976-ra fejeződött be. Beceneve Albatrosz.